# Odontothera virescens
Odontothera virescens är en fjärilsart som beskrevs av Butler 1882. Odontothera virescens ingår i släktet Odontothera och familjen mätare. Inga underarter finns listade i Catalogue of Life.